# Thomas Szegö
Dr. Thomas Szegö é um médico cirurgião especializado em cirurgia do aparelho digestivo, atuando na cidade de São Paulo.
Formou-se pela Faculdade de Medicina da Universidade de São Paulo em 1977, com doutorado em cirurgia pela mesma instituição em 1989. Foi professor assistente da disciplina de cirurgia gastroenterológica da Faculdade de Medicina de Santo Amaro de 1982 a 1989 e Professor Titular entre 1989 e 1991.Especializou-se em cirurgia geral pelo Colégio Brasileiro de Cirurgiões e em cirurgia do aparelho digestivo pelo Colégio Brasileiro de Cirurgia Digestiva. É editor do  "Video Atlas of Obesity Surgery" e foi o primeiro médico no Brasil a realizar uma colecistectomia vídeo-laparoscópica.
Presidiu a Sociedade Brasileira de Cirurgia Bariátrica e Metabólica na gestão 2009-2010.